# Gran Manila
La Gran Manila (filipino: Kalakhang Maynila; inglés: Metropolitan Manila o Metro Manila), oficialmente denominada como la región de la Capital Nacional (en inglés: National Capital Region; en filipino: Pambansang Punong Rehyon), se refiere al área de la región metropolitana de Manila. La región de la Capital Nacional es la designación oficial del Gobierno de Filipinas para las 16 ciudades y el municipio de Pateros que conforman el continuo urbano de la región metropolitana de Manila, cabecera nacional de la República de Filipinas, junto a las ciudades vecinas de Caloocan, Ciudad Quezon, Pásay y otras. En ella viven alrededor de 11 millones de personas y es el principal centro político, económico, cultural e industrial del país.

## Demografía

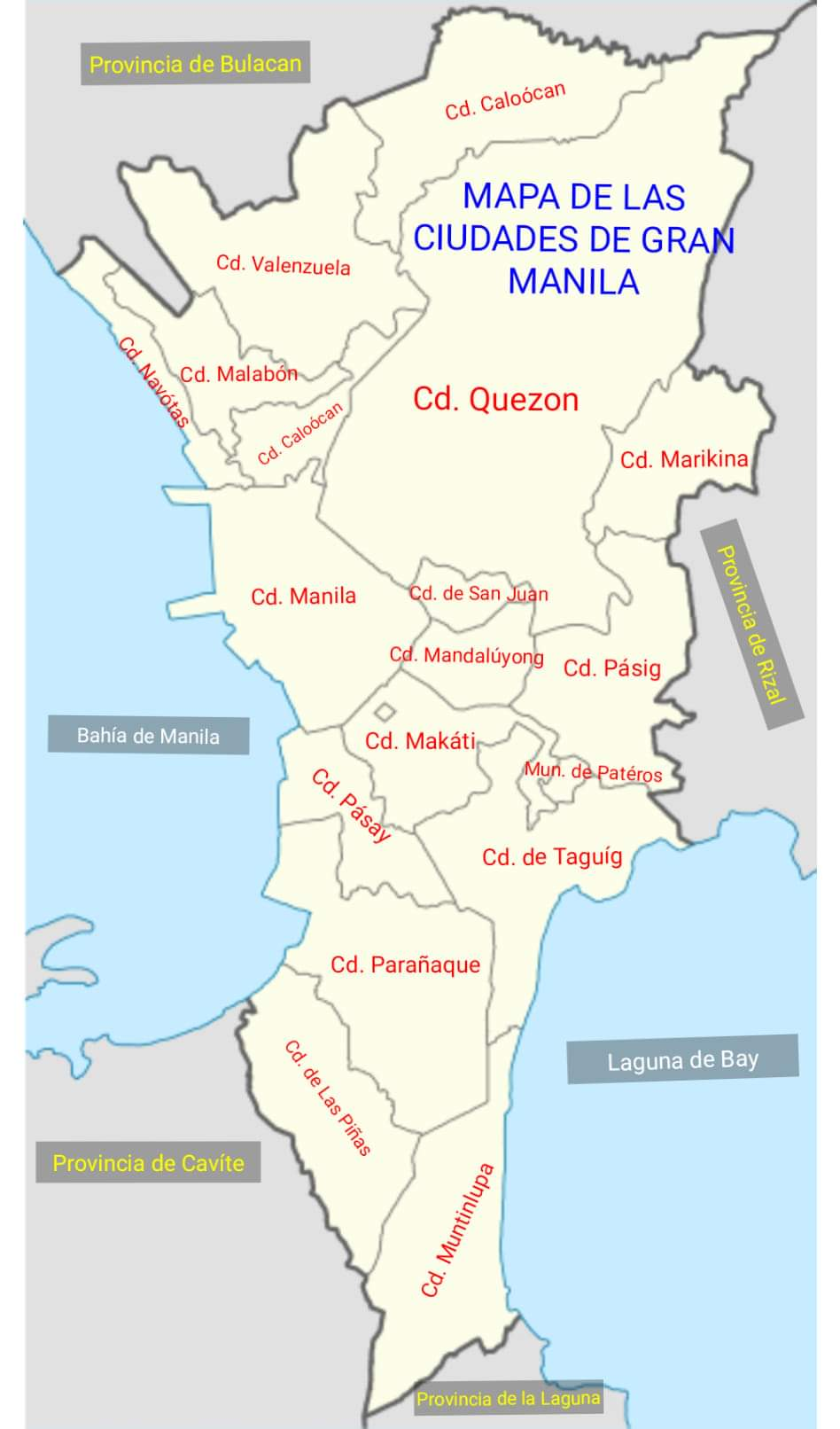
Las localidades que componen la Gran Manila.

La Gran Manila es a efectos geográficos una sola ciudad con una densidad de más de 18.000 hab/km² en el conjunto y que supera los 10.000 hab/km² en todos sus municipios. Es pues comparable al Gran Londres con sus distritos que conforman una única ciudad. Con una extensión comparable al municipio de Madrid cuenta con una población que es casi el cuádruple, o por otro lado, con una población como el área urbana de París en una extensión de poco más de 600 km² frente a los más de 10.000 km² de la Cabecera francesa. 

### Idiomas
El filipino/tagalo es el idioma principal (94.34%). El inglés se entiende especialmente entre las personas con estudios y de negocios. Se enseña el chino en las escuelas chinas. Una metrópoli cosmopolita, en Gran Manila se hablan también en la casa una multitud de otros idiomas como ilocano, maranao, bicolano, pampango y las lenguas bisayas debido a migración.
La presencia de la lengua castellana (Kastila en filipino) se mantiene ausente en la metrópoli y únicamente se fortalece con la presencia de la Academia Filipina de la Lengua Española y del Instituto Cervantes. Entre las personalidades que más se distinguen por la preservación del legado hispánico se halla Guillermo Gómez Rivera, exprofesor de Adamson University y miembro de la Academia Filipina de la Lengua. La misma expresidenta Gloria Macapagal Arroyo también es miembro de dicha institución. La entrada de Filipinas en la APEC ha fortalecido los nexos con países de habla hispana, tales como México, Perú y Chile.

### Administración
| Entidad Administrativa | Habitantes (censo 2010) | Superficie (km²) | Densidad de población (km²) | tasa de crecimiennto de pobl. anual | Renta per cápita PIB | Antigüedad |
| ---------------------- | ----------------------- | ---------------- | --------------------------- | ----------------------------------- | -------------------- | ---------- |
| Caloocan               | 1,489,040               | 53.33            | 25,907                      | 3.06                                | $9,426               | 1962       |
| Las Piñas              | 552,573                 | 41.54            | 12,815                      | 1.65                                | $8,678               | 1997       |
| Makáti                 | 529,039                 | 27.36            | 20,736                      | 3.41                                | $29,259              | 1995       |
| Malabón                | 353,337                 | 15.76            | 23,076                      | 0.98                                | $4,334               | 2001       |
| Mandaluyong            | 328,699                 | 11.26            | 27,138                      | 1.29                                | $20,258              | 1994       |
| Manila                 | 1,652,171               | 38.55            | 43,079                      | 0.68                                | $13,731              | 1571       |
| Marikina               | 424,150                 | 21.5             | 12,500                      | 1.14                                | $10,346              | 1996       |
| Muntinlupa             | 459,941                 | 46.70            | 9,699                       | 2.48                                | $13,789              | 1995       |
| Navotas                | 249,131                 | 10.77            | 22,780                      | 0.87                                | $5,296               | 2007       |
| Parañaque              | 588,126                 | 47.69            | 11,589                      | 2.88                                | $10,146              | 1998       |
| Pásay                  | 392,869                 | 19.00            | 21,214                      | 1.77                                | $6,876               | 1947       |
| Pásig                  | 669,773                 | 31.00            | 20,240                      | 3.04                                | $12,032              | 1995       |
| Pateros                | 64,147                  | 2.10             | 29,495                      | 1.05                                | $3,324               | n/a        |
| Ciudad Quezon          | 2,761,720               | 161.12           | 16,630                      | 2.92                                | $11,213              | 1939       |
| San Juan               | 121,430                 | 5.94             | 21,101                      | 0.87                                | $16,893              | 2007       |
| Taguig                 | 644,473                 | 47.88            | 12,810                      | 3.82                                | $12,342              | 2004       |
| Valenzuela             | 575,356                 | 44.58            | 12,762                      | 2.21                                | $7,531               | 1998       |
| Total                  | 11,855,975              | 638.55           | 18,113                      | 2.12                                | $10,223              |            |

### Religión
La religión de la mayoría de los granmanileños es el cristianismo católico (89%). Otras religiones incluyen el islam (5%), el cristianismo protestante (3%) y el hinduismo y el budismo (3%).

## Referencias

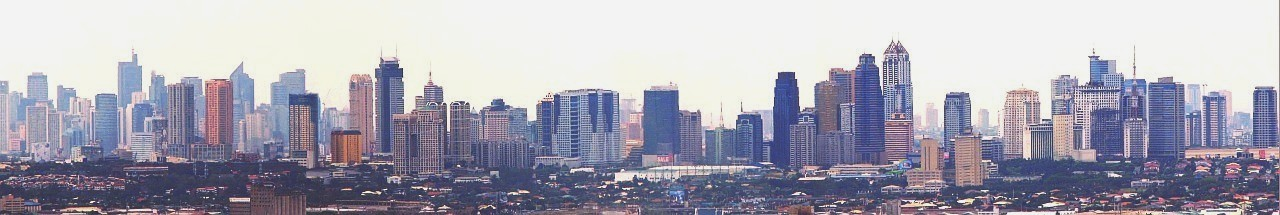
Panorama urbano de las ciudades de Makati y Pásig.